# Theuma tragardhi
Espèce
Theuma tragardhi est une espèce d'araignées aranéomorphes de la famille des Prodidomidae.

## Distribution
Cette espèce est endémique d'Afrique du Sud. Elle se rencontre au KwaZulu-Natal et au Gauteng.

## Description
Le mâle holotype mesure 3 mm.

## Systématique et taxinomie
Cette espèce a été décrite par Lawrence en 1947.

## Étymologie
Cette espèce est nommée en l'honneur d'Ivar Trägårdh.

## Publication originale
- Lawrence, 1947 : « A collection of Arachnida made by Dr. I. Trägårdh in Natal and Zululand (1904-1905). » Göteborgs Kungliga Vetenskaps och Vitterhets Samhälles Handlingar, sér. 6, vol. B5, no 9, p. 1-41.